# Automatiker
Automatiker ist ein regulärer Beruf in der Schweiz. Typische Tätigkeiten sind das Planen, Bauen und Prüfen von Apparaten, Maschinen, Anlagen und Automatisierungssystemen.
Die berufliche Grundbildung zum Automatiker dauert 4 Jahre.
Der Beruf Automatiker, Automatikerin ist 1997 an die Stelle folgender früherer Ausbildungen getreten: Elektromechaniker/-in, Elektromaschinenbauer/-in und Schaltanlagenmonteur/-in.

## Schulische Anforderungen
Für das Erlernen des Berufes wird mittleres oder erweitertes Niveau der Sekundarstufe 1 empfohlen, der Entscheid liegt aber beim Lehrbetrieb. Eine gute Leistung in Mathematik und Physik bildet dabei eine gute Voraussetzung.

## Tätigkeiten
Automatiker/Automatikerinnen entwickeln Lösungen zu Steuerungs- und Automatisierungsaufgaben. Sie bauen elektrische Apparate, Maschinen, Anlagen und Automationssysteme und nehmen diese in Betrieb oder führen daran Wartungsarbeiten aus. Oft arbeiten sie mit anderen Fachleuten zusammen an Projekten oder einzelnen Aufträgen. Zu den Aufgaben im Beruf gehören vermehrt das Entwickeln und Programmieren von Steuerungen und das Anwenden und Erstellen technischer Dokumente. Die manuelle und mechanische Fertigung ist im Beruf Automatiker noch stark vorhanden. Das Programmieren und Entwickeln von Steuerungen ist mehr die Sache von weitergebildeten Automatikern. Die Einsätze im Beruf umfassen ein breites Spektrum und können in industriellen und gewerblichen Betrieben erfolgen.

## Aufgabenbereiche
Unter anderem gehören folgende Aufgabenbereiche zum Automatiker:
- Apparatebau
- Steuerungsbau
- Elektrische Energieverteilung
- Elektromaschinenbau
- Pneumatik
- Verfahrenstechnik
- SPS Programmieren
- Elektroplanung

## Weiterbildungsmöglichkeiten
Nach dem Absolvieren der Berufsprüfung als Automatiker, stehen zahlreiche Weiterbildungsmöglichkeiten offen, der Wege zum/zur eidg. dipl. Industriemeister/-in, sowie die Technikerschule oder die Fachhochschule mit dem Ausbildungsgang für Elektroingenieure/-innen.

## Verwandte Berufe
- Automatikmonteur (dreijährige Lehre)
- Polymechaniker
- Mechatroniker
- Anlagenelektriker (Ausbildungsberuf in Österreich)